# Internationale Cricket-Saison 1963/64
Die internationale Cricket-Saison 1963/64 fand zwischen November 1963 und März 1964 statt. Als Wintersaison wurden vorwiegend Heimspiele der Mannschaften aus Südasien, der Karibik und Ozeanien ausgetragen.

## Überblick

### Internationale Touren
| Beginn           | Heimteam   | Auswärtsteam | Resultate | Artikel |
| Beginn           | Heimteam   | Auswärtsteam | Test      | Artikel |
| ---------------- | ---------- | ------------ | --------- | ------- |
| 6. Dezember 1963 | Australien | Südafrika    | 1–1 [5]   | Artikel |
| 10. Januar 1964  | Indien     | England      | 0–0 [5]   | Artikel |
| 21. Februar 1964 | Neuseeland | Südafrika    | 0–0 [3]   | Artikel |

## Nationale Meisterschaften
Aufgeführt sind die nationalen Meisterschaften der Full Member des ICC.
| Land                       | First-Class                 |
| -------------------------- | --------------------------- |
| Australien                 | Sheffield Shield 1963/64    |
| Indien                     | Ranji Trophy 1963/64        |
| Duleep Trophy 1963/64      |                             |
| Irani Cup 1963/64          |                             |
| Defense Fund Match 1963/64 |                             |
| Neuseeland                 | Plunket Shield 1963/64      |
| Pakistan                   | Quaid-e-Azam Trophy 1963/64 |
| Südafrika                  | Currie Cup 1963/64          |